# Munidopsis spinihirsuta
Munidopsis spinihirsuta is een tienpotigensoort uit de familie van de Munidopsidae. De wetenschappelijke naam van de soort is voor het eerst geldig gepubliceerd in 1907 door Lloyd.